# Trichopterna
Trichopterna is een geslacht van spinnen uit de familie hangmatspinnen (Linyphiidae).

## Soorten
De volgende soorten zijn bij het geslacht ingedeeld:
- Trichopterna cito (O. P.-Cambridge, 1872)
- Trichopterna cucurbitina (Simon, 1881)
- Trichopterna grummi Tanasevitch, 1989
- Trichopterna krueperi (Simon, 1884)
- Trichopterna loricata Denis, 1962
- Trichopterna lucasi (O. P.-Cambridge, 1875)
- Trichopterna macrophthalma Denis, 1962
- Trichopterna rotundiceps Denis, 1962
- Trichopterna seculifera Denis, 1962